# Jogos Islâmicos da Solidariedade de 2005
Os I Jogos Islâmicos da Solidariedade foram realizados na cidade sagrada islâmica de Meca, na Arábia Saudita, de 8 a 20 de abril de 2005, com um torneio de estilo olímpico destinado a mostrar as proezas esportivas muçulmanas e com 6.000 atletas. Apenas eventos masculinos foram incluídos no programa.
Cinquenta e cinco nações participaram dos referidos "Jogos Olímpicos Islâmicos", organizados pelas cidades sauditas de Meca, Medina, Gidá e Taife.
O príncipe Abdul Majeed bin Abdulaziz Al Saud, o príncipe de Meca, abriu os jogos numa cerimónia que contou com a participação de mais de 2.600 alunos no Estádio Rei Abdulaziz.

## Esportes
Numero de eventos entre parênteses.
- Atletismo (23) (detalhes) [2]
- Esportes aquáticos (22) 
  -  Natação (19) (detalhes) 
  -  Saltos ornamentais (2) (detalhes) 
  -  Polo aquático (1) (detalhes)
- Basquetebol (1) (detalhes)
- Caratê (11) (detalhes)
- Esgrima (6) (detalhes)
- Futebol (1) (detalhes)
- Halterofilismo (24) (detalhes)
- Handebol (1) (detalhes)
- Hipismo (4) (detalhes)
- Taekwondo (8) (detalhes)
- Tênis (3) (detalhes)
- Tênis de mesa (3) (detalhes)
- Voleibol (1) (detalhes)

### Esportes paralímpicos
- Futsal (1) (detalhes)
- Golbol (1) (detalhes)

## Quadro de medalhas
| Ordem | País                   | Medalha de ouro | Medalha de prata | Medalha de bronze | Total |
| ----- | ---------------------- | --------------- | ---------------- | ----------------- | ----- |
| 1     | Arábia Saudita         | 24              | 17               | 19                | 60    |
| 2     | Egito                  | 14              | 15               | 13                | 42    |
| 3     | Cazaquistão            | 13              | 8                | 6                 | 27    |
| 4     | Irã                    | 10              | 9                | 11                | 30    |
| 5     | Iraque                 | 9               | 9                | 7                 | 25    |
| 6     | Marrocos               | 8               | 6                | 4                 | 18    |
| 7     | Malásia                | 5               | 5                | 6                 | 16    |
| 8     | Azerbaijão             | 4               | 4                | 7                 | 15    |
| 9     | Argélia                | 3               | 10               | 13                | 26    |
| 10    | Síria                  | 3               | 2                | 5                 | 10    |
| 11    | Paquistão              | 3               | 0                | 1                 | 4     |
| 12    | Quirguistão            | 2               | 2                | 4                 | 8     |
| 13    | Jordânia               | 2               | 0                | 3                 | 5     |
| 14    | Kuwait                 | 1               | 4                | 5                 | 10    |
| 15    | Turquia                | 1               | 3                | 3                 | 7     |
| 16    | Sudão                  | 1               | 3                | 2                 | 6     |
| 17    | Turquemenistão         | 1               | 1                | 4                 | 6     |
| 18    | Indonésia              | 1               | 1                | 2                 | 4     |
| 19    | Tajiquistão            | 1               | 1                | 0                 | 2     |
| 20    | Tunísia                | 1               | 0                | 8                 | 9     |
| 21    | Catar                  | 1               | 0                | 0                 | 1     |
| 22    | Senegal                | 0               | 2                | 6                 | 8     |
| 23    | Emirados Árabes Unidos | 0               | 2                | 3                 | 5     |
| 24    | Burquina Fasso         | 0               | 1                | 1                 | 2     |
| 24    | Iémen                  | 0               | 1                | 1                 | 2     |
| 26    | Camarões               | 0               | 1                | 0                 | 1     |
| 26    | Omã                    | 0               | 1                | 0                 | 1     |
| 28    | Afeganistão            | 0               | 0                | 1                 | 1     |
| 28    | Costa do Marfim        | 0               | 0                | 1                 | 1     |
| 28    | Líbia                  | 0               | 0                | 1                 | 1     |
| 28    | Guiana                 | 0               | 0                | 1                 | 1     |
| 28    | Uganda                 | 0               | 0                | 1                 | 1     |
|       | Total                  | 108             | 108              | 139               | 355   |